# Whakapapa (rivière de la région de Manawatu-Wanganui)
La Whakapapa (anglais : Whakapapa River) est une rivière de Nouvelle-Zélande dans la région de Manawatu-Wanganui, dans l'Île du Nord, qui coule vers l'ouest depuis le Mont Ruapehu et un affluent du fleuve le Whanganui.

## Géographie
De 63 km de longueur, elle traverse la ville d'Owhango avant de se jeter dans le Whanganui à l'est de Kakahi.